# Mikel Antía Mendiaraz
Mikel Antía Mendiaraz (Sant Sebastià, 13 de febrer de 1973) és un exfutbolista i entrenador basc. Com a jugador ocupava la posició de defensa central.

## Trajectòria
Format al planter del Reial Madrid, Antía arriba a principis de la dècada dels 90 a l'equip B, on es fa titular. Però, abans de debutar amb el primer equip, marxa al Celta de Vigo. Eixa temporada a Galícia (94/95), el defensa no hi disputa cap minut. A l'any següent marxa al Reial Valladolid. Amb el conjunt castellà qualla una bona primera temporada, amb 39 partits, mentre que a la segona passa a la suplència.
L'estiu de 1997 fitxa per la Reial Societat. Antía romandria tres campanyes amb l'equip de la seua ciutat natal, sense aconseguir fer-se un lloc a l'onze titular en cap moment. Després de 46 partits amb la samarreta donostiarra, per la temporada 00/01 recala al CD Numancia, i a l'any següent, a l'Elx CF.
El 2002 marxà a la lliga portuguesa per militar un any a l'Sporting Braga. De nou a la competició de l'Estat espanyol, Antía milità a la SD Ponferradina i al Real Unión de Irun, on va penjar les botes el 2006.
Després de retirar-se, ha seguit vinculat al món del futbol en qualitat d'entrenador. La temporada 06/07 va dirigir el modest Berio FT.
Actualment és el segon entrenador del Real Unión Club de Irún, amb Roberto Olabe.